# Crkva sv. Barbare u Zastražišću
Crkva sv. Barbare, crkva u Zastražišću, općina Jelsa, zaštićeno kulturno dobro

## Opis dobra
Crkva sv. Barbare najstarija je sakralna građevina u Zastražišću, građena u XIII.-XIV. stoljeću. Jednobrodna svođena crkva pravokutnog tlocrta, s poluoblom apsidom, zidana je priklesanim kamenom i ožbukana, krov je pokriven kamenom pločom. U osi glavnog pročelja jednostavan je portal, uz njega manji prozor kvadratičnog oblikovanja, nad portalom mali okulus i vitka zidana preslica, danas bez zvona. Godine 1774. nabavljena je nova oltarna pala, a građevina je obnovljena krajem XVII. stoljeća. Na oltaru su kipovi sv. Barbare i sv. Katarine, vjerojatno mletački rad s početka XVII. stoljeća. Najstarija je srednjovjekovna građevina u župi i jedna od najstarijih na otoku Hvaru.

## Zaštita
Pod oznakom Z-5666 zavedena je kao nepokretno kulturno dobro - pojedinačno, pravna statusa zaštićena kulturnog dobra, klasificirano kao "sakralna graditeljska baština".